# Angelo Infanti
Angelo Infanti (Zagarolo, 16 febbraio 1939 – Tivoli, 12 ottobre 2010) è stato un attore italiano.

## Biografia
Inizialmente attivo nel campo cinematografico internazionale (prendendo parte tra l'altro a Il padrino di Francis Ford Coppola nel ruolo di Fabrizio), si dedicò tra gli anni settanta e gli anni ottanta a vari film del cinema italiano di genere, tra cui western all'italiana, sexploitation, poliziotteschi e alcuni thriller. In seguito si rivolse prevalentemente a produzioni televisive come serial e film per la televisione. 
Divenne noto per i suoi ruoli in Emanuelle nera e Emanuelle nera nº 2 di Bitto Albertini e nei primi film di Carlo Verdone, come Bianco, rosso e Verdone e Borotalco; con quest'ultimo film vinse il David di Donatello per il miglior attore non protagonista nel 1982. Nel 1984 recitò nella prima miniserie televisiva de La piovra nel ruolo di Sante Cirinnà, primo nemico del commissario Corrado Cattani (interpretato da Michele Placido). Nel 2003 affiancò Giovanna Mezzogiorno nel film Ilaria Alpi - Il più crudele dei giorni.
L'11 ottobre 2010 venne colpito da un improvviso attacco cardiaco nella sua casa di Zagarolo, in provincia di Roma. L'attore, ricoverato presso l'ospedale di Tivoli, morì il giorno dopo, all'età di 71 anni, per sopraggiunte complicazioni e, dopo un funerale in forma privata, fu cremato e le ceneri vennero tumulate nel cimitero comunale di Zagarolo.

## Vita privata
Dalla relazione con Daniela Bonotti ha avuto una figlia, Rossella (1977), anch'ella attrice. In seguito ha sposato Emanuela Rolando, con cui è rimasto fino alla morte.

## Filmografia

### Cinema

Angelo Infanti in Piedone lo sbirro (1973)

- Io bacio... tu baci, regia di Piero Vivarelli (1961)
- Il principe azzurro, episodio di Le belle famiglie, regia di Ugo Gregoretti (1964)
- Bianco, rosso, giallo, rosa, regia di Massimo Mida (1964)
- Con rispetto parlando, regia di Marcello Ciorciolini (1965)
- La ragazzola, regia di Giuseppe Orlandini (1965)
- 4 dollari di vendetta (Cuatro dólares de venganza), regia di Jaime Jesús Balcázar (1966)
- New York chiama Superdrago, regia di Giorgio Ferroni (1966)
- Ischia operazione amore, regia di Vittorio Sala (1966)
- Ballata per un pistolero, regia di Alfio Caltabiano (1967)
- Tiffany memorandum, regia di Sergio Grieco (1967)
- Amore o qualcosa del genere, regia di Dino Bartolo Partesano (1968)
- Gungala la pantera nuda, regia di Ruggero Deodato (1968)
- Silvia e l'amore, regia di Sergio Bergonzelli (1968)
- Le 10 meraviglie dell'amore, regia di Sergio Bergonzelli e Theo Maria Werner (1969)
- La virtù sdraiata (The Appointment), regia di Sidney Lumet (1969)
- Dossier 212: destinazione morte, regia di Jean Delannoy (1970)
- All'ombra del delitto (La rupture), regia di Claude Chabrol (1970)
- Frammenti di paura (Fragment of Fear), regia di Richard C. Sarafian (1970)
- Sledge (A Man Called Sledge), regia di Vic Morrow (1970)
- Violentata sulla sabbia (Le lys de mer), regia di Renzo Cerrato (1971)
- All'ovest di Sacramento (Le juge), regia di Federico Chentrens e Jean Girault (1971)
- Le 24 Ore di Le Mans (Le Mans), regia di Lee H. Katzin (1971)
- Io non vedo, tu non parli, lui non sente, regia di Mario Camerini (1971)
- Bello, onesto, emigrato Australia sposerebbe compaesana illibata, regia di Luigi Zampa (1971)
- Joe Valachi... I segreti di Cosa Nostra (The Valachi Papers), regia di Terence Young (1972)
- Questa specie d'amore, regia di Alberto Bevilacqua (1972)
- Il padrino (The Godfather), regia di Francis Ford Coppola (1972)
- Regolamento di conti (Les hommes), regia di Daniel Vigne (1973)
- Piedone lo sbirro, regia di Steno (1973)
- Le guerriere dal seno nudo, regia di Terence Young (1974)
- Macrò - Giuda uccide il venerdì, regia di Stelvio Massi (1974)
- Tutta una vita (Toute une vie), regia di Claude Lelouch (1974)
- La casa della paura (The Girl in Room 2A), regia di William Rose (1974)
- Emanuelle nera, regia di Bitto Albertini (1975)
- Il soldato di ventura, regia di Pasquale Festa Campanile (1976)
- I soliti ignoti colpiscono ancora - E una banca rapinammo per fatal combinazion (Ab morgen sind wir reich und ehrlich), regia di Franz Antel (1976)
- Emanuelle nera nº 2, regia di Bitto Albertini (1976)
- Il Corsaro Nero, regia di Sergio Sollima (1976)
- Poliziotto sprint, regia di Stelvio Massi (1977)
- Controrapina (The Rip Off), regia di Antonio Margheriti (1978)
- John Travolto... da un insolito destino, regia di Neri Parenti (1979)
- Ammazzare il tempo, regia di Domenico Rafele (1979)
- Piedone d'Egitto, regia di Steno (1980)
- Razza selvaggia, regia di Pasquale Squitieri (1980)
- Bianco, rosso e Verdone, regia di Carlo Verdone (1981)
- La belva dalla calda pelle, regia di Bruno Fontana (1981)
- Borotalco, regia di Carlo Verdone (1982)
- Attila flagello di Dio, regia di Castellano e Pipolo (1982)
- In viaggio con papà, regia di Alberto Sordi (1982)
- Storia di Piera, regia di Marco Ferreri (1983)
- Il ritorno di Black Stallion (The Black Stallion Returns), regia di Robert Dalva (1983)
- Vediamoci chiaro, regia di Luciano Salce (1984)
- Assisi Underground (The Assisi Underground), regia di Alexander Ramati (1985)
- Una spina nel cuore, regia di Alberto Lattuada (1986)
- L'inchiesta, regia di Damiano Damiani (1986)
- L'estate sta finendo, regia di Bruno Cortini (1987)
- Sottozero, regia di Gian Luigi Polidoro (1987)
- Netchaïev est de retour, regia di Jacques Deray (1991)
- Money - Intrigo in nove mosse (Money), regia di Steven Hilliard Stern (1991)
- La scorta, regia di Ricky Tognazzi (1993)
- Alto rischio, regia di Stelvio Massi (1993)
- La Vengeance d'une blonde, regia di Jeannot Szwarc (1994)
- Carogne, regia di Enrico Caria (1995)
- Diapason, regia di Antonio Domenici (2001)
- Nido di vespe (Nid de guêpes), regia di Florent Emilio Siri (2002)
- Ilaria Alpi - Il più crudele dei giorni, regia di Ferdinando Vicentini Orgnani (2003)
- Silenzio, regia di Giuliana Cau e Valentina De Amicis – cortometraggio (2006)
- Il punto rosso, regia di Marco Carlucci (2006)
- Senza ombra di dubbio, regia di Alessandro Zonin – cortometraggio (2008)
- Il seme della discordia, regia di Pappi Corsicato (2008)
- Ex, regia di Fausto Brizzi (2009)
- Backward, regia di Max Leonida (2010)
- Prigioniero di un segreto, regia di Carlo Fusco (2010)

### Televisione
- Tre camerati di Erich Maria Remarque, regia di Lyda C. Ripandelli - sceneggiato TV (1973)
- Il conte di Montecristo (The Count of Monte-Cristo), regia di David Greene – film TV (1975)
- All'ombra della grande quercia – miniserie TV (1984)
- La piovra, regia di Damiano Damiani – serie TV (1984)
- Sogni e bisogni, regia di Sergio Citti – miniserie TV (1985)
- Il cugino americano, regia di Giacomo Battiato – film TV (1986)
- Uomo contro uomo, regia di Sergio Sollima – miniserie TV (1989)
- La scalata, regia di Vittorio Sindoni – miniserie TV (1993)
- Il prezzo della vita, regia di Stefano Reali – film TV (1995)
- Donna, regia di Gianfranco Giagni – miniserie TV (1996)
- Vite blindate, regia di Alessandro Di Robilant – film TV (1998)
- Stiamo bene insieme, regia di Elisabetta Lodoli e Vittorio Sindoni – miniserie TV (2000)
- Per amore per vendetta, regia di Mario Caiano – miniserie TV (2000)
- Padre Speranza, regia di Ruggero Deodato – film TV (2001)
- Don Matteo – serie TV, episodio 3x03 (2002)
- A casa di Anna, regia di Enrico Oldoini – film TV (2004)
- Gente di mare 2 – serie TV, 5 episodi (2007)
- Il capitano – serie TV (2007)

## Videoclip
- Un tempo piccolo dei Tiromancino (2005)

## Riconoscimenti
- David di Donatello
  - 1982 – Migliore attore non protagonista per Borotalco[4]

## Doppiatori
- Pino Colizzi in La ragazzola, Emanuelle nera
- Michele Gammino in Piedone lo sbirro, Letters to Juliet
- Giuseppe Rinaldi in Il Corsaro Nero, Poliziotto sprint
- Stefano Satta Flores in Ischia operazione amore
- Massimo Foschi in Tiffany memorandum
- Pino Locchi in Le guerriere dal seno nudo
- Sergio Tedesco in Il soldato di ventura
- Carlo Sabatini in Emanuelle nera nº 2
- Luciano De Ambrosis in Piedone d'Egitto